# Ерёмин, Геннадий Викторович
Генна́дий Ви́кторович Ерёмин (род. 25 мая 1932, Москва) — советский и российский ученый в области биологии, генетики и селекции плодово-ягодных культур.
Академик РАН (2013), РАСХН (2001, членкор с 1993), доктор сельскохозяйственных наук (1973), профессор (1984). Почти вся его деятельность связана с Крымской опытно-селекционной станцией Всероссийского института растениеводства имени Н. И. Вавилова, где он работает с 1955 года, также профессор Кубанского государственного аграрного университета.
Дважды лауреат премии администрации Краснодарского края в области науки (2009, 2011).
Заслуженный деятель науки России (1989) и Кубани (2000).

## Биография
Родился и вырос в Москве.
Окончил Московскую сельскохозяйственную академию им. К. А. Тимирязева (1955). С того же года работает на Крымской опытно-селекционной станции (ОСС) Всероссийского института растениеводства имени Н. И. Вавилова (Крымская ОСС находится в системе этого института с 1958 года с перерывом с 2006 по 2014 год, когда являлась подразделением Северо-Кавказского зонального научно-исследовательского института садоводства и виноградарства, СКЗНИИСиВ), где проходил дипломную практику и где прошел путь от младшего научного сотрудника до директора (1968—2001), между чем являлся с. н. с., заместителем директора станции по научной работе, с 1964 года — заведующий отделом генетических ресурсов и селекции плодовых и ягодных культур. С 1983 года по совместительству работает на кафедре плодоводства Кубанского государственного аграрного университета. Член специализированных ученых советов этого университета и СКЗНИИСиВ. Участник более двадцати экспедиций в России и за рубежом.
Под его началом подготовлены 6 докторов и 35 кандидатов наук.
С 1955 года живёт и работает на Кубани.
Член редколлегии журнала «Садоводство и виноградарство».
Почётный академик Академии наук Абхазии, академик РАЕН. Как отмечается на сайте РАН: «Под руководством Г. В. Ерёмина на Крымской ОСС сформирован крупнейший в стране генофонд косточковых культур».
Опубликовал около 600 научных трудов, 33 монографии и 3 учебника для вузов (в частности «Селекция и сортоведение плодовых культур», 1993).
Автор 112 (из них 68 районированных) сортов косточковых плодовых культур, земляники и клоновых подвоев.

## Награды, премии, почётные звания
Награждён Золотой медалью им. И. В. Мичурина (1979 — за книгу «Отдаленная гибридизация в селекции сливы» и по совокупности работ, посвященных биологии, генетике и селекции плодовых культур) и Золотой медалью им. Н. И. Вавилова (2010 — за серию работ в области растениеводства, генетики, селекции и интродукции растений), а также Золотой медалью «Имени академика Г. Т. Казьмина», орденом Трудового Красного Знамени (1973), медалями «За доблестный труд» (1970), «За успехи в народном хозяйстве СССР», юбилейной медалью к 100-летию со дня рождения В. И. Ленина, почетной медалью «За выдающийся вклад в развитие Кубани» I ст. (2006).
Почётный работник агропромышленного комплекса России.

## Основные публикации
- Косточковые культуры. Выращивание на клоновых подвоях и собственных корнях. Ростов н/Д., 2000. 256 с.
- Общая и частная селекция и сортоведение плодовых и яг. культур. М.: Мир, 2004. 422 с.
- Физиологические особенности формирования адаптивности, продуктивности и качества плодов у косточковых культур в Предгорной зоне Северо-Западного Кавказа. Майкоп: Адыг. респ. кн. изд-во, 2008. 210 с.